# بارکلا (دهانه)
بارکلا یک دهانه برخوردی در ماه است.